# 贝尔卡斯特罗
贝尔卡斯特罗（義大利語：Belcastro），是意大利卡坦扎罗省的一个市镇。总面积52平方公里，人口1375人，人口密度26.4人/平方公里（2009年）。ISTAT代码为079009。